# Jorge de Sicre y Béjar
Jorge de Sicre y Béjar (Barcelona, 1731 – 1801) fue un ingeniero militar y cartógrafo español. 
En 1753 se le encarga un levantamiento topográfico de los Bosques del Pardo. Carlos III le encargó que estudiara el suministro de aguas a partir del Lozoya, Jarama y Guadaliz. Siendo uno de los estudios precursores del Canal de Isabel II. En 1771 queda al mando de la Brigada de Madrid